# 도리언 그레이의 초상
《도리언 그레이의 초상》(영어: The picture of Dorian Gray)은 오스카 와일드의 1890년 소설로 퇴폐주의를 대표하는 작품이다. 1890년 7월 《월간 리핑컷》(Lippincott's Monthly Magazine)에 처음 게재되었다.
여러 번 영화화되었으며, 1945년판과 2009년판이 문서가 존재한다.

## 줄거리
빅토리아 시대 런던의 어느 화실에서, 헨리 경은 친구인 화가 배질 홀워드가 그리고 있는 초상화를 감상한다. 초상화에 그려진 대단히 잘생긴 청년의 이름은 도리언 그레이이고, 배질은 그의 아름다움에 흠뻑 빠져 있었다. 곧 도리언과 직접 만난 헨리 경은 마찬가지로 그 미모에 감탄한다. 헨리 경은 도리언에게 젊음과 아름다움은 일시적인 것이니 쾌락주의적인 삶을 살 것을 권한다. 도리언은 헨리 경의 사상에 공감하며, 완성된 아름다운 초상화를 보고 자기 자신 대신 초상화가 늙었으면 좋겠다고 상상한다. 배질은 초상화를 도리언에게 선물한다.
헨리 경과 사귀게 된 도리언은 점차 그의 사상과 감수성을 배워간다. 그리고 극단 여배우 시빌 베인과 로맨틱한 사랑에 빠져, 그녀에게 청혼하기로 마음먹는다. 한편, 시빌 베인 또한 도리언을 열렬히 사모하며 행복을 꿈꾼다. 하지만 남동생 제임스는 도리언을 경계하며, 그가 누나를 구속할 것이라고 경고한다. 그런 일이 벌어질 경우에 도리언을 죽일 것이라고 하면서 제임스는 오스트레일리아로 떠난다.
도리언은 헨리 경과 배질을 시빌이 출연하는 로미오와 줄리엣 공연에 초대한다. 그러나 시빌은 도리언의 기대와는 달리 아주 형편없는 연기를 펼친다. 공연이 끝나고 자신을 찾아온 도리언에게, 시빌은 도리언을 사랑하게 된 후 연기가 가짜라는 생각이 들어 집중할 수 없었다고 대답한다. 크게 실망한 도리언은 시빌에게 매정하게 이별을 통보한다. 그리고 집으로 돌아온 후, 초상화가 조금 늙어 있는 것을 발견한다.
다음날 양심의 가책을 느낀 도리언은 시빌에게 사과하려고 하나, 헨리 경이 찾아와 시빌이 자살했음을 알린다. 충격받은 도리언에게 헨리 경은 심각하게 받아들이지 말라고 충고한다. 도리언은 그의 태도를 받아들인다. 그리고 자신 대신 늙어가는 초상화에 장막을 씌우고 집안 구석에 감춰둔다. 한편, 도리언은 헨리 경이 선물한 부도덕한 소설책에 큰 영향을 받으며 쾌락만을 추구하는 방탕한 삶에 빠져든다. 그렇게 18년이 흐르고, 도리언에 관한 평판도 나빠진다.
그러던 어느 날 배질 홀워드가 도리언을 찾아온다. 파리로 떠나기 전 최근 도리언을 떠도는 나쁜 소문을 확인하기 위해서였다. 도리언은 그의 영혼을 보고 싶다는 배질에게 감춰뒀던 초상화를 보여준다. 예전의 아름다움은 흔적만 남은 채 추악하게 늙어버린 초상화를 보고, 배질은 큰 충격을 받아서 도리언에게 기도할 것을 종용한다. 도리언은 순간적인 분노에 휩싸여 배질의 머리에 칼을 꽂아 죽인다. 이후, 도리언은 해부학자인 친구 앨런을 불러 협박하여, 배질의 시체를 처리하게 한다. 앨런은 그 직후 자살한다.
살인에 대한 죄책감을 덜기 위해 도리언은 아편굴에 출입한다. 그때 죽은 시빌의 동생 제임스 베인이 도리언에게 복수하기 위해 찾아온다. 하지만 제임스는 도리언을 본 적이 없었고, 도리언은 자신의 젊은 모습을 보여주며 18년 전 시빌을 죽인 사람일 수 없다고 제임스를 속인다. 제임스는 납득하고 도리언을 보내준다. 그런데 그 직후 어떤 여인이 나타나 그가 진짜 도리언 그레이임을 알려준다. 제임스는 도리언을 다시 뒤쫓기 시작하고, 도리언은 죽음에 대한 공포에 휩싸인다. 그러나 제임스는 공교롭게도, 사냥터에서 도리언을 노리던 중에 오발 사고로 목숨을 잃는다. 도리언은 제임스의 죽음을 확인하고 기뻐한다.
그후 도리언은 헨리 경에게 자신의 살인죄를 넌지시 고백하고, 앞으로는 정의로운 삶을 살겠다고 다짐한다. 도리언은 시골 마을의 순박한 소녀 헤티 머턴과 사랑에 빠진다. 그러나 다시 자신의 추악한 초상화를 보고, 도리언은 새로운 삶을 살겠다는 동기가 허영과 위선에서 나온 것이었음을 깨닫는다. 초상화를 없애고 평정을 되찾겠다는 생각으로 도리언은 얼마 전 배질을 죽였던 칼을 들어 초상화를 찌른다. 그 직후, 밖으로 비명소리가 들리고 하인들이 경찰관을 데리고 도리언의 방에 찾아온다. 방 안에는 젊고 아름다운 초상화와 늙고 추악한 남자의 시체만이 남겨져 있었고, 하인들은 손가락에 끼워진 반지로 시체가 도리언 그레이였음을 확인한다.

## 등장인물
- 도리언 그레이(Dorian Gray)
- 배질 홀워드(Basil Hallward)
- 헨리 워튼(Henry Wotton)
- 시빌 베인(Sibyl Vane)
- 제임스 베인(James Vane)
- 앨런 캠벨(Alan Campbell)
- 에이드리언 싱글턴(Adrian Singleton)
- 빅토리아 워튼(Victoria Wotton)

## 한국어 번역본 정보
- 《도리언 그레이의 초상》(창우사 펴냄, 1990년 10월 출간)
- 《도리안 그레이의 초상》(이원용 옮김, 일신서적 펴냄, 1993년 2월 출간, ISBN 9788936603328))
- 《도리언 그레이의 초상》(이선주 옮김, 황금가지 펴냄, 2003년 10월 출간, ISBN 9788964067512)
  - 《도리언 그레이의 초상》(2008년 9월 출간, ISBN 9788982739057)
- 《도리언 그레이의 초상》(정성희 옮김, 양창규 그림, 종이나라 펴냄, 2005년 2월 출간, ISBN 9788976223234)
- 《중학생이 보는 도리언 그레이의 초상》(성낙수, 임현옥, 이승후 옮김, 신원문화사 펴냄, 2007년 7월 출간, ISBN 9788935914081)
- 《도리언 그레이의 초상》(김진석 옮김, 펭귄클래식코리아 펴냄, 2008년 10월 출간, ISBN 9788901088648)
- 《도리언 그레이의 초상》(원유경 옮김, 지식을만드는지식 펴냄, 2008년 10월 출간, ISBN 9788962281507)
- 《도리언 그레이의 초상 - 영원한 아도니스를 꿈꾸다!》(이비단 엮음, 이지훈 그림, 미래엔아이세움 펴냄, 2008년 12월 출간, ISBN 9788937849022)
- 《도리언 그레이의 초상》(하윤숙 옮김, 현대문화센터 펴냄, 2009년 10월 출간)
  - 《도리안 그레이》(2010년 10월 출간, ISBN 9788974283704)
- 《도리언 그레이의 초상》(서민아 옮김, 예담 펴냄, 2010년 3월 출간, ISBN 9788959134366)
  - 《도리언 그레이의 초상》(서민아 옮김, 박희정 그림, 위즈덤하우스 펴냄, 2018년 5월 출간, ISBN 9791162204658)
- 《도리언 그레이의 초상》(윤희기 옮김, 열린책들 펴냄, 2010년 12월 출간, ISBN 9788932911526)
- 《도리언 그레이의 초상》(임종기 옮김, 문예출판사 펴냄, 2011년 12월 출간, ISBN 9788931007015)
- 《도리언 그레이 초상/살로메》(한명남 옮김, 동서문화사 펴냄, 2012년 6월 출간, ISBN 9788949707778)
- 《도리언 그레이의 초상》(베스트트랜스 옮김, 더클래식 펴냄, 2013년 11월 출간, ISBN 9788998244989)
- 《명문대 선정 세계문학 49 : 도리언 그레이의 초상》(김선형 엮음, 최영한 그림, 한국헤르만헤세 펴냄, 2014년 8월 출간 ISBN 9788954820851)
- 《도리언 그레이의 초상 1~2》(엄인정, 이한준 옮김, 생각뿔 펴냄, 2019년 2월 출간, ISBN 9791189503505/ISBN 9791189503536)
- 《도리언 그레이 초상》(하소연 옮김, 자화상 펴냄, 2020년 1월 출간, ISBN 9791190298421)